# Harry Brautigam
Harry Brautigam Ortega (Bluefields, 29 de octubre de 1948 - Tegucigalpa, 30 de mayo de 2008) fue un economista y académico nicaragüense.

## Biografía
Originario del Departamento de Zelaya, (actual a RACCS), Harry Brautigam recibió de joven una beca para estudiar fuera de su país la carrera Administración de Empresas, en la Universidad de Guadalajara, México. Posteriormente cursó un doctorado en Economía en la Universidad de Illinois, y una maestría en Desarrollo Económico de la Universidad de Leeds. Trabajó en el área de desarrollo de negocios financieros en América Latina y se desempeñó en varias instituciones financieras de Estados Unidos en el área de finanzas corporativas, mercados de capital, sindicación de préstamos, comercio y organizaciones financieras globales. Fue economista jefe para América Latina de BankBoston entre 1983 y 1985. Posteriormente, entre 1987 y 1997, fue gerente para Centroamérica, Sudamérica y el Caribe del Banco de América, y luego se desempeñó director de la oficina regional de Barclays en América Latina. En el plano académico, ejerció como profesor asistente de la cátedra de Economía e Intercambio Internacional de la Universidad de Delaware, en Estados Unidos.
El 1 de septiembre de 2003 asumió como presidente del Banco Centroamericano de Integración Económica (BCIE). En su gestión logró reorganizar la administración de la entidad y expandir tanto sus fuentes de fondos como la participación accionaria. Negoció la incorporación de España en marzo de 2004 como socio extrarregional, país que se convirtió en el principal accionista del organismo centroamericano. Se desempeñó en este cargo hasta su fallecimiento el 30 de mayo de 2008, luego de que el avión en el cual viajaba de regreso de la cumbre de los países del Sistema de la Integración Centroamericana en San Salvador (el vuelo 390 de TACA), se saliera de la pista de aterrizaje en el Aeropuerto Internacional Toncontín de Tegucigalpa, Honduras.